# ISO 3166-2:HN
ISO 3166-2:HN è uno standard ISO che definisce i codici geografici delle suddivisioni dell'Honduras; è un sottogruppo dello standard ISO 3166-2.
I codici, assegnati ai 18 dipartimenti del paese, sono formati da HN- (sigla ISO 3166-1 alpha-2 dello Stato), seguito da due lettere.

## Codici
| Codice | Dipartimento      |
| ------ | ----------------- |
| HN-AT  | Atlántida         |
| HN-CH  | Choluteca         |
| HN-CL  | Colón             |
| HN-CM  | Comayagua         |
| HN-CP  | Copán             |
| HN-CR  | Cortés            |
| HN-EP  | El Paraíso        |
| HN-FM  | Francisco Morazán |
| HN-GD  | Gracias a Dios    |
| HN-IN  | Intibucá          |
| HN-IB  | Islas de la Bahía |
| HN-LP  | La Paz            |
| HN-LE  | Lempira           |
| HN-OC  | Ocotepeque        |
| HN-OL  | Olancho           |
| HN-SB  | Santa Bárbara     |
| HN-VA  | Valle             |
| HN-YO  | Yoro              |